# Динамо (футбольний клуб, Кострома)
ФК «Дина́мо» Кострома (рос. Футбольный клуб «Динамо» Кострома») — російський футбольний клуб із міста Кострома, заснований у 1926 році. Виступає в Аматорському чемпіонаті Росії («Золотоє кольцо»). Домашні матчі приймає на стадіоні «Динамо», потужністю 6 284 глядачі.